# Tors återkomst
Tors återkomst är ett musikalbum från 1995 av Åke Bylund Band.

## Låtlista
1. Den mäktige Tor
2. Öresund
3. Asgård
4. Trollkarlen
5. Tvivlets grepp
6. Barfotabarn
7. En svunnen tid
8. The Mighty Thor(*)
9. Frejas sång (till Od-Svipdag)

(*)Margoth & The Jabs